# Estación de Francesc Macià
Francesc Macià es la estación de inicio de las tres líneas que forman la red tranviaria Trambaix (T1, T2 y T3) y en un futuro la línea 8. Está situada en la plaza del mismo nombre, atravesada por la avenida Diagonal en el distrito de Les Corts de Barcelona. La estación está ubicada en superficie, como casi la totalidad de las estaciones del Trambaix. Esta estación se inauguró el 3 de abril de 2004.

## Servicios de tranvía Proyectado
| << cabecera | < estación | línea | estación > | cabecera >>            |
| ----------- | ---------- | ----- | ---------- | ---------------------- |
| En proyecto |            |       |            |                        |
| Trambesòs   |            |       |            |                        |
| Terminal    | Terminal   |       | Casanova   | Estación de San Adrián |

- Datos: Q5479038
- Multimedia: Francesc Macià Trambaix stop / Q5479038